# Mangelia ahuiri
Mangelia ahuiri is een slakkensoort uit de familie van de Mangeliidae. De wetenschappelijke naam van de soort is voor het eerst geldig gepubliceerd in 2011 door Cossignani & Ardovini.